# باشگاه فوتبال پرسپولیس در فصل ۹۹–۱۳۹۸

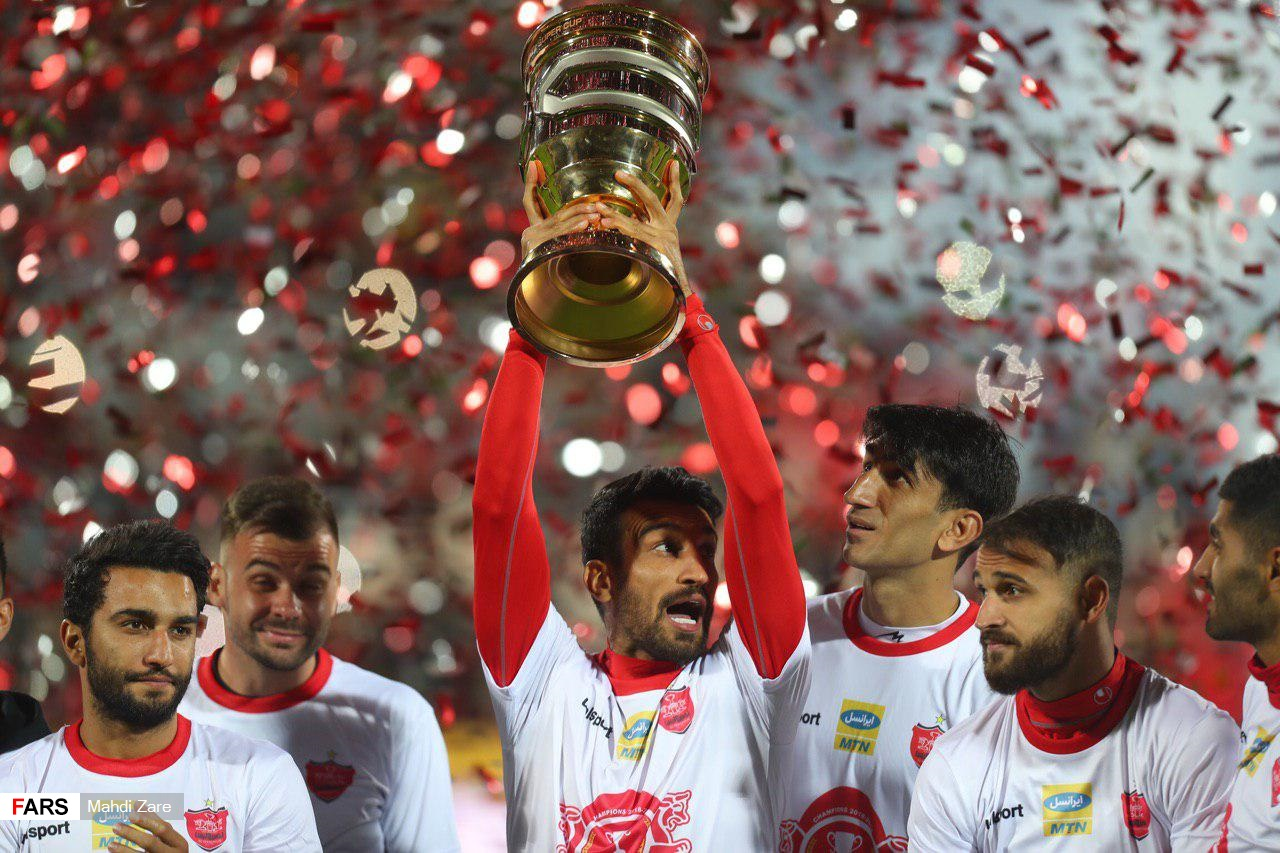
جشن قهرمانی پرسپولیس در سوپرجام ۱۳۹۸

باشگاه فوتبال پرسپولیس در فصل ۹۹–۱۳۹۸، در نوزدهمین دورهٔ رقابت‌های لیگ برتر فوتبال ایران (جام خلیج فارس) حضور داشت. این دوره، نوزدهمین حضور پرسپولیس در این رقابت‌ها بود. این مسابقات سی و چهارمین دوره از بالاترین دستهٔ لیگ در فوتبال ایران بود. این تیم همچنین در این فصل در سی و سومین دورهٔ جام حذفی فوتبال ایران، پنجمین دورهٔ سوپر جام فوتبال ایران و سی و نهمین دورهٔ لیگ قهرمانان آسیا حضور داشت. میانگین سنی این تیم ۲۷٫۳ سال بود.

## باشگاه

### کادر فنی
| پست              | نام                      |
| ---------------- | ------------------------ |
| سرمربی           | یحیی گل‌محمدی             |
| مربی             | کریم باقری               |
| مربی             | حمید مطهری               |
| مربی دروازه‌بان‌ها | داوود فنایی              |
| مربی بدنساز      | مظاهر رحیم‌پور            |
| آنالیزور         | محمد عسگری مهرداد خانبان |
| دکتر             | علیرضا حقیقت             |
| فیزیوتراپیست     | میثم علیپور              |
| سرپرست           | افشین پیروانی            |
| مدیر رسانه       | علیرضا اشرف              |

### چارت مدیریتی
| نام                 | سمت            |
| ------------------- | -------------- |
| وزارت ورزش و جوانان | مالک           |
| محمدحسن انصاری‌فرد   | مدیرعامل       |
| علی گودرزی          | مدیریت         |
| علی رغبتی           | عضو هیئت مدیره |
| سید مهرداد هاشمی    | عضو هیئت مدیره |
| محمدمهدی نبی        | عضو هیئت مدیره |

## بازیکنان
| ش.                                            | نام                   | تاریخ تولد (سن)           | ملیت           | نقش(ها)                     | از سال      | تعداد بازی‌ها | گل‌ها        | پاس گل‌ها    | پایان قرارداد           | منتقل شده از            | هزینه نقل و انتقال      | توضیحات                 |
| دروازه‌بان‌ها                                   | دروازه‌بان‌ها           | دروازه‌بان‌ها               | دروازه‌بان‌ها    | دروازه‌بان‌ها                 | دروازه‌بان‌ها | دروازه‌بان‌ها  | دروازه‌بان‌ها | دروازه‌بان‌ها | دروازه‌بان‌ها             | دروازه‌بان‌ها             | دروازه‌بان‌ها             | دروازه‌بان‌ها             |
| --------------------------------------------- | --------------------- | ------------------------- | -------------- | --------------------------- | ----------- | ------------ | ----------- | ----------- | ----------------------- | ----------------------- | ----------------------- | ----------------------- |
| ۱                                             | علیرضا بیرانوند       | ۳۰ شهریور ۱۳۷۱ (۲۵ سال)   | ایران          | GK                          | ۲۰۱۶        | ۱۳۳          | ۰           | ۱           | انتقال به رویال آنتورپ  | انتقال به رویال آنتورپ  | انتقال به رویال آنتورپ  | انتقال به رویال آنتورپ  |
| ۴۴                                            | بوژیدار رادوشویچ      | ۴ آوریل ۱۹۸۹ (۳۱ سال)     | کرواسی         | GK                          | ۲۰۱۶        | ۱۸           | ۰           | ۰           | ۲۰۲۳                    | دبرسنی                  | رایگان                  |                         |
| ۶۳                                            | امیرحسین بیات         | ۱۰ دی ۱۳۸۳ (۲۲ سال)       | ایران          | GK                          | ۲۰۱۹        | ۰            | ۰           | ۰           | ۲۰۲۲                    | بادران                  | رایگان                  | زیر ۲۳ سال              |
| ۳۴                                            | امیر محمد یوسفی       | ۶ بهمن ۱۳۷۷ (۲۱ سال)      | ایران          | GK                          | ۲۰۱۶        | ۰            | ۰           | ۰           | ۲۰۲۴                    | استقلال تهران           | رایگان                  | زیر ۲۳ سال              |
| مدافع‌ها                                       |                       |                           |                |                             |             |              |             |             |                         |                         |                         |                         |
| ۳                                             | شجاع خلیل‌زاده         | ۲۴ اردیبهشت ۱۳۶۸ (۳۱ سال) | ایران          | CB / RB                     | ۲۰۱۷        | ۸۲           | ۹           | ۲           | ۲۰۲۰                    | سپاهان                  | رایگان                  |                         |
| ۴                                             | سید جلال حسینی        | ۱۴ بهمن ۱۳۶۰ (۳۸ سال)     | ایران          | CB / RB                     | ۲۰۱۶        | ۱۶۶          | ۶           | ۴           | پ.د. ح                  | نفت تهران               | رایگان                  |                         |
| ۶                                             | محمدحسین کنعانی‌زادگان | ۳ فروردین ۱۳۷۳ (۲۶ سال)   | ایران          | CB / RB / LB                | ۲۰۱۳        | ۱            | ۰           | ۰           | ۲۰۲۱                    | ماشین‌سازی               | رایگان                  |                         |
| ۱۵                                            | محمد انصاری           | ۱ مهر ۱۳۷۰ (۲۸ سال)       | ایران          | LB / CB / DM                | ۲۰۱۵        | ۱۰۸          | ۳           | ۳           | ۲۰۱۹                    | شهرداری تبریز           | رایگان                  |                         |
| ۱۷                                            | مهدی شیری             | ۲ اسفند ۱۳۶۹ (۲۹ سال)     | ایران          | DM / RW / RM / RB           | ۲۰۱۸        | ۲۴           | ۰           | ۲           | ۲۰۲۰                    | پیکان                   | رایگان                  |                         |
| ۲۸                                            | محمد نادری            | ۱۳ مهر ۱۳۷۶ (۲۳ سال)      | ایران          | LB / CB                     | ۲۰۱۹        | ۱۳           | ۰           | ۰           | ۲۰۱۹                    | کورتریک                 | قرضی                    | زیر ۲۳ سال              |
| ۳۸                                            | احسان حسینی           | ۱۱ مهر ۱۳۷۷ (۲۱ سال)      | ایران          | CB / DM                     | ۲۰۱۷        | ۳            | ۰           | ۰           | ۲۰۲۰                    | تیم پایه                | رایگان                  | زیر ۲۱ سال              |
| هافبک‌ها                                       |                       |                           |                |                             |             |              |             |             |                         |                         |                         |                         |
| ۲                                             | امید عالیشاه          | ۲۰ دی ۱۳۷۰ (۲۸ سال)       | ایران          | RW / LW / SS                | ۲۰۱۳        | ۱۰۷          | ۱۵          | ۲۱          | ۲۰۱۹                    | راه‌آهن                  | رایگان                  |                         |
| ۵                                             | بشار رسن              | ۲۲ دسامبر ۱۹۹۶ (۲۳ سال)   | عراق           | AM / RM / LRM / CM          | ۲۰۱۷        | ۶۳           | ۱           | ۳           | ۲۰۱۹                    | نیروی هوایی             | رایگان                  | زیر ۲۳ سال              |
| ۸                                             | احمد نوراللهی         | ۱۲ بهمن ۱۳۷۱ (۲۷ سال)     | ایران          | DM / CM / RM / LRM          | ۲۰۱۴        | ۱۳۵          | ۶           | ۶           | ۲۰۱۹                    | فولاد یزد               | رایگان                  |                         |
| ۱۱                                            | کمال کامیابی‌نیا       | ۲۸ دی ۱۳۶۷ (۳۱ سال)       | ایران          | CM / AM / RM / LM           | ۲۰۱۵        | ۱۳۷          | ۱۶          | ۴           | ۲۰۱۸                    | نفت تهران               | رایگان                  |                         |
| ۲۳                                            | محسن ربیع‌خواه         | ۳ دی ۱۳۶۶ (۳۲ سال)        | ایران          | DM / CB / LB                | ۲۰۱۶        | ۶۲           | ۰           | ۱           | ۲۰۲۰                    | صنعت نفت                | رایگان                  |                         |
| ۱۹                                            | وحید امیری            | ۱۳ فروردین ۱۳۶۷ (۳۲ سال)  | ایران          | LM / RM / LW / RW / SS / CF | ۲۰۱۶        | ۵۳           | ۹           | ۱۵          | ۲۰۲۱                    | ترابزون‌اسپور            | رایگان                  |                         |
| ۲۶                                            | سعید حسین پور         | ۲۸ مهر ۱۳۷۷ (۲۱ سال)      | ایران          | CM / DM                     | ۲۰۱۷        | ۸            | ۰           | ۰           | ۲۰۲۰                    | پیکان                   | رایگان                  | زیر ۲۳ سال              |
| ۸۸                                            | سیامک نعمتی           | ۲۸ فروردین ۱۳۷۳ (۲۶ سال)  | ایران          | LM / RM / CM / AM / RB      | ۲۰۱۷        | ۷۴           | ۹           | ۶           | ۲۰۱۹                    | پیکان                   | رایگان                  |                         |
| مهاجم‌ها                                       |                       |                           |                |                             |             |              |             |             |                         |                         |                         |                         |
| ۱۶                                            | مهدی عبدی             | ۹ آذر ۱۳۷۷ (۲۱ سال)       | ایران          | CF / SS                     | ۲۰۱۹        | ۱            | ۱           | ۰           | ۲۰۲۰                    | تیم پایه                | رایگان                  | زیر ۲۱ سال              |
| ۲۰                                            | امیر روستایی          | ۱۴ مرداد ۱۳۷۶ (۲۲ سال)    | ایران          | CF / SS                     | ۲۰۱۹        | ۰            | ۰           | ۰           | ۲۰۲۲                    | پیکان                   | رایگان                  | زیر ۲۳ سال              |
| ۲۵                                            | آریا برزگر            | ۱۸ مهر ۱۳۸۱ (۱۷ سال)      | ایران          | CF / SS                     | ۲۰۱۹        | ۰            | ۰           | ۰           | ۲۰۲۲                    | خلیج فارس               | رایگان                  | زیر ۲۱ سال              |
| ۷۰                                            | علی علیپور            | ۲۰ آبان ۱۳۷۴ (۲۵ سال)     | ایران          | CF / RW / LW                | ۲۰۱۵        | ۱۶۷          | ۵۵          | ۲۵          | ۲۰۲۰                    | راه‌آهن                  | رایگان                  |                         |
| ۹۹                                            | کریستین اوساگونا      | ۱۰ اکتبر ۱۹۹۰ (۲۹ سال)    | نیجریه         | CF / SS                     | ۲۰۲۰        | ۰            | ۰           | ۰           | ۲۰۲۰                    | ججو یونایتد             | رایگان                  |                         |
| بازیکنانی که باشگاه را در میانه فصل ترک کردند |                       |                           |                |                             |             |              |             |             |                         |                         |                         |                         |
| ۹                                             | مهدی ترابی            | ۱۹ شهریور ۱۳۷۳ (۲۵ سال)   | ایران          | LM / RM / CM / AM / RB      | ۲۰۱۸        | ۲۳           | ۲           | ۶           | نامشخص                  | نامشخص                  | نامشخص                  | نامشخص                  |
| ۱۰                                            | آنتونی استوکس         | ۲۵ ژوئیهٔ ۱۹۸۸ (۳۲ سال)    | جمهوری ایرلند  | CF / SS                     | ۲۰۲۰        | ۳            | ۰           | ۱           | انتقال به لیوینگستون    | انتقال به لیوینگستون    | انتقال به لیوینگستون    | انتقال به لیوینگستون    |
| ۷                                             | جونیور براندائو       | ۷ ژانویهٔ ۱۹۹۵ (۲۵ سال)    | برزیل          | CF / SS                     | ۲۰۱۹        | ۶            | ۰           | ۰           | بازگشت قرضی             | بازگشت قرضی             | بازگشت قرضی             | بازگشت قرضی             |
| ۲۱                                            | آدام همتی             | ۲ بهمن ۱۳۷۳ (۲۵ سال)      | ایران · کانادا | AM / RW                     | ۲۰۱۷        | ۱۲           | ۱           | ۰           | انتقال به پارس جنوبی جم | انتقال به پارس جنوبی جم | انتقال به پارس جنوبی جم | انتقال به پارس جنوبی جم |
| ۱۰                                            | فرشاد احمدزاده        | ۱ مهر ۱۳۷۱ (۲۷ سال)       | ایران          | AM / RW / LW / SS           | ۲۰۱۲        | ۸۵           | ۱۴          | ۱۲          | انتقال به فولاد         | انتقال به فولاد         | انتقال به فولاد         | انتقال به فولاد         |
| ۱۳                                            | حسین ماهینی           | ۲۵ شهریور ۱۳۶۵ (۳۳ سال)   | ایران          | RB / LB / CB                | ۲۰۱۲        | ۱۵۷          | ۳           | ۶           | انتقال به نساجی         | انتقال به نساجی         | انتقال به نساجی         | انتقال به نساجی         |

| ۲۳ | محمدامین اسدی  | ۳ دی ۱۳۷۷ (۲۱ سال)     | ایران | CF / SS      | ۲۰۱۷ | ۹ | ۰ | ۰ | انتقال قرضی به نفت مسجد سلیمان | انتقال قرضی به نفت مسجد سلیمان | انتقال قرضی به نفت مسجد سلیمان | انتقال قرضی به نفت مسجد سلیمان |
| ۹۹ | سعید کریمی     | ۱۱ بهمن ۱۳۷۸(۲۰)       | ایران | CF           | ۲۰۲۰ | ۵ | ۱ | ۰ | ۲۰۲۱                           | نساجی                          | رایگان                         | زیر ۲۱ سال                     |
| ؟  | امیرمحمد یوسفی | ؟                      | ایران | GK           | ۲۰۲۰ | ۰ | ۰ | ۰ | ۲۰۲۳                           | تیم پایه                       | رایگان                         | ؟                              |
| ۴۹ | امیر جانی پور  | ۲۴ شهریور ۱۳۷۹(۱۹ سال) | ایران | AM           | ۲۰۲۰ | ۰ | ۰ | ۰ | ۲۰۲۱                           | سیاه جامگان                    | رایگان                         | زیر ۲۰ سال                     |
| ۳۳ | سینا مهدوی     | ۲۱ خرداد ۱۳۷۸ (۲۱ سال) | ایران | LB           | ۲۰۲۰ | ۰ | ۰ | ۰ | ۲۰۲۳                           | تیم پایه                       | رایگان                         | زیر ۲۳ سال                     |
| ۸۰ | محمد حسینی     | ۲۳ بهمن ۱۳۷۷ (۲۱ سال)  | ایران | AM / CM / DM | ۲۰۲۰ | ۰ | ۰ | ۰ | ۲۰۲۳                           | تیم پایه                       | رایگان                         | زیر ۲۳ سال                     |

### ترکیب تیم
نیم فصل اول
| شماره |       | نقش       | بازیکن                        |
| ----- | ----- | --------- | ----------------------------- |
| ۱     | ایران | دروازه‌بان | علیرضا بیرانوند               |
| ۲     | ایران | هافبک     | امید عالیشاه (کاپیتان سوم)    |
| ۳     | ایران | مدافع     | شجاع خلیل‌زاده                 |
| ۴     | ایران | مدافع     | سید جلال حسینی (کاپیتان)      |
| ۵     | عراق  | هافبک     | بشار رسن ز25                  |
| ۶     | ایران | مدافع     | محمدحسین کنعانی‌زادگان         |
| ۷     | برزیل | مهاجم     | جونیور برناندئو               |
| ۸     | ایران | هافبک     | احمد نوراللهی (کاپیتان چهارم) |
| ۹     | ایران | هافبک     | مهدی ترابی                    |
| ۱۰    | ایران | هافبک     | فرشاد احمدزاده                |
| ۱۱    | ایران | هافبک     | کمال کامیابی نیا              |
| ۱۳    | ایران | مدافع     | حسین ماهینی (کاپیتان دوم)     |
| ۱۵    | ایران | مدافع     | محمد انصاری                   |
| ۱۶    | ایران | مهاجم     | مهدی عبدی ز23                 |
| ۱۷    | ایران | مدافع     | مهدی شیری                     |

| شماره |        | نقش       | بازیکن                           |
| ----- | ------ | --------- | -------------------------------- |
| ۱۸    | ایران  | مدافع     | محسن ربیع‌خواه                    |
| ۱۹    | ایران  | هافبک     | وحید امیری                       |
| ۲۰    | ایران  | مهاجم     | امیر روستایی ز۲۳                 |
| ۲۱    | ایران  | هافبک     | آدام همتی ز25                    |
| ۲۲    | ایران  | دروازه‌بان | ساسان زمانه ز21                  |
| ۲۵    | ایران  | مهاجم     | آریا برزگر ز19                   |
| ۲۶    | ایران  | هافبک     | سعید حسین‌پور ز23                 |
| ۲۸    | ایران  | مدافع     | محمد نادری ز25 (قرضی از کورتریک) |
| ۳۸    | ایران  | مدافع     | احسان حسینی ز23                  |
| ۴۴    | کرواسی | دروازه‌بان | بوژیدار رادوشویچ                 |
| ۶۳    | ایران  | دروازه‌بان | امیرحسین بیات ز۲۳                |
| ۷۰    | ایران  | مهاجم     | علی علیپور                       |
| ۸۰    | ایران  | هافبک     | محمد حسینی ز۲۱                   |
| ۸۸    | ایران  | هافبک     | سیامک نعمتی                      |

نیم فصل دوم
| شماره |       | نقش       | بازیکن                      |
| ----- | ----- | --------- | --------------------------- |
| ۱     | ایران | دروازه‌بان | علیرضا بیرانوند             |
| ۲     | ایران | هافبک     | امید عالیشاه (کاپیتان دوم)  |
| ۳     | ایران | مدافع     | شجاع خلیل‌زاده               |
| ۴     | ایران | مدافع     | سید جلال حسینی (کاپیتان)    |
| ۵     | عراق  | هافبک     | بشار رسن ز25                |
| ۶     | ایران | مدافع     | محمدحسین کنعانی‌زادگان       |
| ۸     | ایران | هافبک     | احمد نوراللهی (کاپیتان سوم) |
| ۹     | ایران | هافبک     | مهدی ترابی                  |
| ۱۱    | ایران | هافبک     | کمال کامیابی نیا            |
| ۱۵    | ایران | مدافع     | محمد انصاری                 |
| ۱۶    | ایران | مهاجم     | مهدی عبدی ز23               |
| ۱۷    | ایران | مدافع     | مهدی شیری                   |
| ۱۸    | ایران | مدافع     | محسن ربیع‌خواه               |
| ۱۹    | ایران | هافبک     | وحید امیری                  |
| ۲۰    | ایران | مهاجم     | امیر روستایی ز۲۳            |

| شماره |               | نقش       | بازیکن                           |
| ----- | ------------- | --------- | -------------------------------- |
| ۲۲    | ایران         | دروازه‌بان | ساسان زمانه ز21                  |
| ۲۵    | ایران         | مهاجم     | آریا برزگر ز19                   |
| ۲۶    | ایران         | هافبک     | سعید حسین‌پور ز23                 |
| ۲۸    | ایران         | مدافع     | محمد نادری ز25 (قرضی از کورتریک) |
| ۳۲    | جمهوری ایرلند | مهاجم     | آنتونی استوکس                    |
| ۳۸    | ایران         | مدافع     | احسان حسینی ز23                  |
| ۴۴    | کرواسی        | دروازه‌بان | بوژیدار رادوشویچ                 |
| ۶۳    | ایران         | دروازه‌بان | امیرحسین بیات ز۲۳                |
| ۷۰    | ایران         | مهاجم     | علی علیپور (کاپیتان چهارم)       |
| ۸۰    | ایران         | هافبک     | محمد حسینی ز۲۱                   |
| ۸۸    | ایران         | هافبک     | سیامک نعمتی                      |
| ۹۹    | نیجریه        | مهاجم     | کریستین اوساگونا                 |

لیگ قهرمانان آسیا…
| شماره |               | نقش       | بازیکن                      |
| ----- | ------------- | --------- | --------------------------- |
| ۱     | ایران         | دروازه‌بان | علیرضا بیرانوند             |
| ۲     | ایران         | هافبک     | امید عالیشاه (کاپیتان دوم)  |
| ۳     | ایران         | مدافع     | شجاع خلیل‌زاده               |
| ۴     | ایران         | مدافع     | سید جلال حسینی (کاپیتان)    |
| ۵     | عراق          | هافبک     | بشار رسن ز25                |
| ۶     | ایران         | مدافع     | محمدحسین کنعانی‌زادگان       |
| ۸     | ایران         | هافبک     | احمد نوراللهی (کاپیتان سوم) |
| ۹     | ایران         | هافبک     | مهدی ترابی                  |
| ۱۰    | جمهوری ایرلند | مهاجم     | آنتونی استوکس               |
| ۱۱    | ایران         | هافبک     | کمال کامیابی نیا            |
| ۱۵    | ایران         | مدافع     | محمد انصاری                 |
| ۱۶    | ایران         | مهاجم     | مهدی عبدی ز23               |
| ۱۷    | ایران         | مدافع     | مهدی شیری                   |
| ۱۸    | ایران         | مدافع     | محسن ربیع‌خواه               |
| ۱۹    | ایران         | هافبک     | وحید امیری                  |
| ۲۰    | ایران         | مهاجم     | امیر روستایی ز۲۳            |

| شماره |        | نقش       | بازیکن                           |
| ----- | ------ | --------- | -------------------------------- |
| ۲۲    | ایران  | دروازه‌بان | ساسان زمانه ز21                  |
| ۲۵    | ایران  | مهاجم     | آریا برزگر ز19                   |
| ۲۶    | ایران  | هافبک     | سعید حسین‌پور ز23                 |
| ۲۸    | ایران  | مدافع     | محمد نادری ز25 (قرضی از کورتریک) |
| ۳۸    | ایران  | مدافع     | احسان حسینی ز23                  |
| ۴۴    | کرواسی | دروازه‌بان | بوژیدار رادوشویچ                 |
| ۶۳    | ایران  | دروازه‌بان | امیرحسین بیات ز۲۳                |
| ۷۰    | ایران  | مهاجم     | علی علیپور (کاپیتان چهارم)       |
| ۸۰    | ایران  | هافبک     | محمد حسینی ز۲۱                   |
| ۸۸    | ایران  | هافبک     | سیامک نعمتی                      |
| ۹۹    | ایران  | مهاجم     | کریستین اوساگونا                 |

## نقل و انتقالات

### ورودی
| ش  | پُست | نام                   | سن | از تیم            | پایان قرارداد | مبلغ | نوع انتقال    | فصل                   | منبع  |
| -- | --- | --------------------- | -- | ----------------- | ------------- | ---- | ------------- | --------------------- | ----- |
| ۳۷ | MF  | حمیدرضا طاهرخانی      | ۲۰ | سپیدرود رشت       | ۲۰۲۱          | —    | بازگشت از قرض | تابستان               |       |
| ۱۶ | FW  | مهدی عبدی             | ۲۰ | بادران            | ۲۰۲۲          | —    | بازگشت از قرض | تابستان               |       |
| ۱۰ | MF  | فرشاد احمدزاده        | ۲۶ | شلاسک وروتسواف    | ۲۰۲۲          | —    | انتقال        | تابستان               | [ ۱ ] |
| ۶  | DF  | محمدحسین کنعانی‌زادگان | ۲۵ | ماشین‌سازی         | ۲۰۲۱          | —    | انتقال        | تابستان               | [ ۲ ] |
| ۱۹ | MF  | وحید امیری            | ۳۱ | ترابزون‌اسپور      | ۲۰۲۱          | —    | انتقال        | تابستان               | [ ۳ ] |
| ۲۰ | FW  | امیر روستایی          | ۲۱ | پیکان             | ۲۰۲۱          | —    | انتقال        | تابستان               | [ ۴ ] |
| ۱۲ | GK  | امیرحسین بیات         | ۲۱ | بادران            | ۲۰۲۲          | —    | انتقال        | تابستان               | [ ۵ ] |
| ۷  | FW  | جونیور براندائو       | ۲۴ | لودوگورتس رازگراد | ۲۰۲۰          | —    | قرضی          | تابستان               | [ ۶ ] |
| ۹۳ | FW  | آریا برزگر            | ۱۷ | خلیج فارس         | ۲۰۲۲          | —    | انتقال        | تابستان (نیم فصل اول) | [ ۷ ] |
| ۹۹ | FW  | کریستین اوساگونا      | ۲۹ | ججو یونایتد       | ۲۰۲۰          | —    | انتقال        | زمستان                | [ ۸ ] |
| ۱۰ | FW  | آنتونی استوکس         | ۲۹ | آدانا دمیراسپور   | ۲۰۲۰          | —    | انتقال        | زمستان                | [ ۹ ] |

### خروجی
| ش  | پُست | نام               | سن | انتقال به         | مبلغ        | نوع قرارداد | فصل                   | منبع          |
| -- | --- | ----------------- | -- | ----------------- | ----------- | ----------- | --------------------- | ------------- |
| ۱۹ | CF  | ماریو بودیمیر     | ۳۳ | لوکوموتیو         | رایگان      | انتقال      | تابستان               |               |
| ۷  | MF  | سروش رفیعی        | ۲۹ | شهر خودرو         | رایگان      | انتقال      | تابستان               |               |
| ۶۹ | DF  | شایان مصلح        | ۲۶ | سپاهان            | رایگان      | انتقال      | تابستان               |               |
| ۳۷ | MF  | حمیدرضا طاهرخانی  | ۲۰ | بدون باشگاه       | رایگان      | جداشده      | تابستان               |               |
| ۱۰ | FW  | مهدی شریفی        | ۲۶ | سومقاییت          | رایگان      | انتقال      | تابستان               |               |
| ۱۲ | GK  | ابوالفضل درویش‌وند | ۲۲ | شاهین بوشهر       | رایگان      | انتقال      | تابستان               |               |
| ۷۷ | FW  | سعید کریمی        | ۱۹ | شاهین بوشهر       | رایگان      | انتقال      | تابستان               |               |
| ۸۰ | MF  | محمد حسینی        | ۱۹ | بدون باشگاه       | رایگان      | جداشده      | تابستان               |               |
| ۷  | FW  | جونیور براندائو   | ۲۴ | لودوگورتس رازگراد | بازگشت قرضی | بازگشت قرضی | تابستان (نیم فصل اول) | [ ۱۰ ]        |
| ۲۳ | FW  | محمد امین اسدی    | ۲۰ | نفت مسجد سلیمان   | رایگان      | قرضی        | زمستان                |               |
| ۲۱ | RB  | آدام همتی         | ۲۴ | پارس جنوبی جم     | رایگان      | انتقال      | زمستان                | [ ۱۱ ]        |
| ۱۰ | MF  | فرشاد احمدزاده    | ۲۷ | فولاد             | رایگان      | انتقال      | زمستان                | [ ۱۲ ]        |
| ۱۰ | CF  | آنتونی استوکس     | ۳۲ | لیونگستون         | رایگان      | انتقال      | تابستان (نیم فصل دوم) |               |
| ۱۳ | RB  | حسین ماهینی       | ۳۳ | نساجی             | رایگان      | انتقال      | زمستان                | [ ۱۳ ] [ ۱۴ ] |

### قراردادهای جدید
| ش  | پُست | نام              | سن | طول قرارداد | تا سال | منبع   |
| -- | --- | ---------------- | -- | ----------- | ------ | ------ |
| ۳  | DF  | شجاع خلیل‌زاده    | ۳۰ | ۳ فصل       | ۲۰۲۲   | [ ۱۵ ] |
| ۶۹ | DF  | شایان مصلح       | ۲۵ | ۲ فصل       | ۲۰۲۱   | [ ۱۶ ] |
| ۱۵ | DF  | محمد نادری       | ۲۷ | ۲ فصل       | ۲۰۲۱   | [ ۱۷ ] |
| ۸۸ | MF  | سیامک نعمتی      | ۲۵ | ۱ فصل       | ۲۰۲۱   | [ ۱۸ ] |
| ۱۸ | MF  | محسن ربیع خواه   | ۳۱ | ۱ فصل       | ۲۰۲۱   | [ ۱۹ ] |
| ۲  | MF  | امید عالیشاه     | ۲۷ | ۱ فصل       | ۲۰۲۱   | [ ۲۰ ] |
| ۲۶ | MF  | سعید حسین پور    | ۲۰ | ۱ فصل       | ۲۰۲۲   | [ ۲۱ ] |
| ۳۸ | DF  | احسان حسینی      | ۲۰ | ۱ فصل       | ۲۰۲۲   | [ ۲۲ ] |
| ۱  | GK  | علیرضا بیرانوند  | ۲۶ | ۲ فصل       | ۲۰۲۳   | [ ۲۳ ] |
| ۸  | MF  | احمد نوراللهی    | ۲۶ | ۲ فصل       | ۲۰۲۲   | [ ۲۴ ] |
| ۱۷ | DF  | مهدی شیری        | ۲۸ | ۱ فصل       | ۲۰۲۱   | [ ۲۵ ] |
| ۴۴ | GK  | بوژیدار رادوشویچ | ۳۰ | ۳ فصل       | ۲۰۲۳   | [ ۲۶ ] |

## بازی‌های دوستانه
برد
      مساوی
      باخت
      برنامه‌ریزی شده

### پیش فصل
|  | پرسپولیس                            | ۲ – ۱ | نیروی زمینی | تهران |
|  | محمدامین اسدی ۷۲' شجاع خلیل‌زاده ۸۰' |       |             |       |

|  | پرسپولیس          | ۱ – ۰ | پیکان | تهران |
|  | شجاع خلیل‌زاده ۸۰' |       |       |       |

|  | پرسپولیس                       | ۲ – ۰ | نفت مسجد سلیمان | تهران |
|  | امیر روستایی ۳۵' مهدی عبدی ۶۶' |       |                 |       |

|  | پرسپولیس | ۰ – ۲ | فولاد | تهران          |
|  |          |       |       | ورزشگاه: آزادی |

|  | پرسپولیس                | ۲ – ۲ | نساجی | تهران          |
|  | مهدی عبدی محمدامین اسدی |       |       | ورزشگاه: آزادی |

|  | پرسپولیس                 | ۲ – ۱ | گل گهر | تهران |
|  | مهدی ترابی علی علیپور پ' |       |        |       |

### طول فصل
|  | پرسپولیس | ۵ – ۱ | گل ریحان | تهران |

|  | پرسپولیس                                                             | ۵ – ۰ | اترک | تهران |
|  | فرشاد احمدزاده ۵' (پ) امیر روستایی ۲۱'، ۲۵' جونیور براندائو ۵۳'، ۸۲' |       |      |       |

|  | پرسپولیس                  | ۵ – ۰ | سرخپوشان مهر ماندگار | تهران |
|  | مهدی عبدی جونیور براندائو |       |                      |       |

|  | پرسپولیس                          | ۳ – ۱ | شهدای رزکان کرج | تهران |
|  | علی علیپور ۲۵'، ۳۲' مهدی عبدی ۸۰' |       |                 |       |

|  | پرسپولیس                                                                        | ۶ – ۳ | شاهین تهران | تهران |
|  | کمال کامیابی نیا ۱۵' فرشاد احمدزاده ۲۲' امیر روستایی ۴۵' سعید حسین پور ۶۰'، ۸۹' |       |             |       |

|  | پرسپولیس                               | ۲ – ۱ | سرخپوشان پاکدشت | تهران |
|  | سیامک نعمتی ۲۹' فرشاد احمدزاده ۷۰' (پ) |       |                 |       |

|  | پرسپولیس                                          | ۷ – ۳ | سرخپوشان پاکدشت | تهران |
|  | مهدی عبدی سیامک نعمتی امید عالیشاه فرشاد احمدزاده |       |                 |       |

|  | پرسپولیس                                              | ۳ – ۳ | سرخپوشان پاکدشت | تهران          |
|  | سعید حسین پور ۶' مهدی عبدی ۳۵' فرشاد احمدزاده ۶۰' (پ) |       |                 | ورزشگاه: آزادی |

|  | الشحانیه | ۰ – ۸ | پرسپولیس                                                                                                  | قطر |
|  |          |       | امید عالیشاه ۱۷' کریستین اوساگونا ۱۹' مهدی عبدی ۲۰' سعید حسین پور ۳۵' (۶۵) آنتونی استوکس امیر روستایی ۷۰' |     |

|  | پرسپولیس | ۰ – ۰ | نفت مسجدسلیمان | تهران          |
|  |          |       |                | ورزشگاه: آزادی |

|  | پرسپولیس   | ۱ – ۱ | نفت مسجدسلیمان | تهران          |
|  | وحید امیری |       |                | ورزشگاه: آزادی |

|  | پرسپولیس    | ۱ – ۰ | گل گهر | تهران |
|  | سیامک نعمتی |       |        |       |

|  | پرسپولیس | ۰ – ۱ | شهر خودرو | تهران |
|  |          |       | محمد قاضی |       |

## رقابت‌ها

### بررسی مسابقات
| رقابت             | اولین بازی    | آخرین بازی    | شروع دور  | جایگاه نهایی | آمار | آمار | آمار | آمار | آمار | آمار | آمار | آمار   |
| رقابت             | اولین بازی    | آخرین بازی    | شروع دور  | جایگاه نهایی | بازی | ب    | ت    | ش    | گ‌ز   | گ‌خ   | ت‌گ   | % برد  |
| ----------------- | ------------- | ------------- | --------- | ------------ | ---- | ---- | ---- | ---- | ---- | ---- | ---- | ------ |
| لیگ برتر          | ۳۱ مرداد ۱۳۹۸ | ۳۰ مرداد ۱۳۹۹ | هفته اول  | قهرمان       | ۳۰   | ۲۱   | ۴    | ۵    | ۴۶   | ۱۷   | ۲۹+  | ۰۷۰    |
| جام حذفی          | ۸ مهر ۱۳۹۸    | ۵ شهریور ۱۳۹۹ | یک‌شانزدهم | نیمه‌نهایی    | ۴    | ۳    | ۱    | ۰    | ۶    | ۲    | ۴+   | ۰۷۵    |
| سوپرجام           | -             | -             | فینال     | قهرمان       | ۰    | ۰    | ۰    | ۰    | ۰    | ۰    | ۰+   | —      |
| لیگ قهرمانان آسیا | ۲۲ بهمن ۱۳۹۸  | ۲۹ بهمن ۱۳۹۸  | گروهی     |              | ۲    | ۰    | ۱    | ۱    | ۲    | ۴    | ۲−   | ۰۰۰٫۰۰ |
| مجموع             | مجموع         | مجموع         | مجموع     | مجموع        | ۳۶   | ۲۴   | ۶    | ۶    | ۵۴   | ۲۳   | ۳۱+  | ۰۶۷    |

آخرین به‌روزرسانی در: ۵ شهریور ۱۳۹۹

منبع: رقابت‌ها

### جدول لیگ
| رتبه | تیم       | بازی | برد | مساوی | باخت | گل زده | گل خورده | گل تفاضل | امتیاز | صعود یا سقوط                               |
| ---- | --------- | ---- | --- | ----- | ---- | ------ | -------- | -------- | ------ | ------------------------------------------ |
| ۱    | پرسپولیس  | ۳۰   | ۲۱  | ۴     | ۵    | ۴۶     | ۱۷       | ۲۹+      | ۶۷     | صعود به مرحله گروهی لیگ قهرمانان آسیا ۲۰۲۱ |
| ۲    | استقلال   | ۳۰   | ۱۴  | ۱۱    | ۵    | ۵۵     | ۳۱       | ۲۴+      | ۵۳     | صعود به مرحله پلی‌آف لیگ قهرمانان آسیا ۲۰۲۱ |
| ۳    | فولاد     | ۳۰   | ۱۴  | ۹     | ۷    | ۲۸     | ۱۹       | ۹+       | ۵۱     | صعود به مرحله پلی‌آف لیگ قهرمانان آسیا ۲۰۲۱ |
| ۴    | تراکتور   | ۳۰   | ۱۴  | ۸     | ۸    | ۳۱     | ۲۳       | ۸+       | ۵۰     | صعود به مرحله گروهی لیگ قهرمانان آسیا ۲۰۲۱ |
| ۵    | سپاهان    | ۳۰   | ۱۲  | ۱۳    | ۵    | ۳۹     | ۲۲       | ۱۷+      | ۴۹     |                                            |
| ۶    | شهر خودرو | ۳۰   | ۱۲  | ۱۰    | ۸    | ۲۷     | ۲۵       | ۲+       | ۴۶     |                                            |
| ۷    | صنعت نفت  | ۳۰   | ۱۱  | ۸     | ۱۱   | ۲۹     | ۳۳       | ۴−       | ۴۱     |                                            |
| ۸    | نفت م.س.  | ۳۰   | ۷   | ۱۷    | ۶    | ۲۴     | ۲۲       | ۲+       | ۳۸     |                                            |
| ۹    | نساجی     | ۳۰   | ۸   | ۱۴    | ۸    | ۳۰     | ۳۲       | ۲−       | ۳۸     |                                            |
| ۱۰   | گل‌گهر     | ۳۰   | ۷   | ۱۲    | ۱۱   | ۲۷     | ۳۴       | ۷−       | ۳۳     |                                            |
| ۱۱   | ماشین‌سازی | ۳۰   | ۸   | ۷     | ۱۵   | ۲۸     | ۴۰       | ۱۲−      | ۳۱     |                                            |
| ۱۲   | ذوب‌آهن    | ۳۰   | ۷   | ۹     | ۱۴   | ۳۱     | ۳۹       | ۸−       | ۳۰     |                                            |
| ۱۳   | پیکان     | ۳۰   | ۶   | ۱۱    | ۱۳   | ۳۸     | ۴۴       | ۶−       | ۲۹     |                                            |
| ۱۴   | سایپا     | ۳۰   | ۵   | ۱۴    | ۱۱   | ۲۴     | ۳۵       | ۱۱−      | ۲۹     |                                            |
| ۱۵   | پارس جم   | ۳۰   | ۴   | ۱۵    | ۱۱   | ۲۰     | ۳۰       | ۱۰−      | ۲۷     | سقوط به لیگ آزادگان ۱۴۰۰–۱۳۹۹              |
| ۱۶   | شاهین     | ۳۰   | ۴   | ۱۰    | ۱۶   | ۲۶     | ۵۷       | ۳۱−      | ۲۲     | سقوط به لیگ آزادگان ۱۴۰۰–۱۳۹۹              |

### دست‌آوردها در خانه و بیرون
| مجموع | مجموع  | مجموع | مجموع | مجموع | مجموع | مجموع | مجموع | خانه | خانه | خانه | خانه | خانه | خانه | مهمان | مهمان | مهمان | مهمان | مهمان | مهمان |
| بازی  | امتیاز | پ     | ت     | ش     | گ‌ز    | گ‌خ    | ت‌گ    | پ    | ت    | ش    | گ‌ز   | گ‌خ   | ت‌گ   | پ     | ت     | ش     | گ‌ز    | گ‌خ    | ت‌گ    |
| ----- | ------ | ----- | ----- | ----- | ----- | ----- | ----- | ---- | ---- | ---- | ---- | ---- | ---- | ----- | ----- | ----- | ----- | ----- | ----- |
| ۳۰    | ۶۷     | ۲۱    | ۴     | ۵     | ۴۶    | ۱۷    | ۲۹+   | ۱۰   | ۲    | ۳    | ۱۹   | ۹    | ۱۰+  | ۱۱    | ۲     | ۲     | ۲۷    | ۸     | ۱۹+   |

آخرین بروزرسانی: ۲۹ ژوئن ۲۰۲۰

منبع: سازمان لیگ

پ = پیروزی؛ ت = تساوی؛ ش = شکست؛ گ‌ز = گل زده؛ گ‌خ = گل خورده؛ ت‌گ = تفاضل گل

#### روند هفته به هفته
| هفته  | 1 | 2 | 3 | 4 | 5 | 6 | 7 | 8 | 9 | 10 | 11 | 12 | 13 | 14 | 15 | 16 | 17 | 18 | 19 | 20 | 21 | 22 | 23 | 24 | 25 | 26 | 27 | 28 | 29 | 30 |
| ----- | - | - | - | - | - | - | - | - | - | -- | -- | -- | -- | -- | -- | -- | -- | -- | -- | -- | -- | -- | -- | -- | -- | -- | -- | -- | -- | -- |
| زمین  | خ | ب | خ | ب | خ | ب | خ | ب | خ | ب  | خ  | خ  | ب  | خ  | ب  | ب  | خ  | ب  | خ  | ب  | خ  | ب  | خ  | ب  | خ  | ب  | ب  | خ  | ب  | خ  |
| نتیجه | پ | ش | پ | پ | ش | ش | پ | پ | م | پ  | ش  | پ  | پ  | پ  | پ  | پ  | پ  | پ  | م  | پ  | پ  | پ  | پ  | پ  | پ  | پ  | م  | ش  | م  | پ  |
| رتبه  | 4 | 7 | 6 | 4 | 4 | 3 | 4 | 4 | 4 | 3  | 3  | 1  | 1  | 1  | 1  | 1  | 1  | 1  | 1  | 1  | 1  | 1  | 1  | 1  | 1  | 1  | 1  | 1  | 1  | 1  |

### بازی‌ها
برد
      مساوی
      باخت
      معوقه
| تاریخ هفته | میزبان | نتیجه | مهمان | محل برگزاری |

| ۳۱ مرداد ۱۳۹۸ هفته اول          | پرسپولیس              | ۱–۰              | پارس جنوبی جم                    | تهران                                                     |
| ۱۹:۱۰ DST (UTC+۴:۳۰)            | حسینی '۳۰ · ترابی ۵۸' | گزارش خلاصه بازی | شفیعی '۳۲ باتیستا '۵۶ ترکمان '۶۱ | ورزشگاه: آزادی تماشاگران: ۲۰٬۰۰۰ نفر داور: موعود بنیادی‌فر |
| یادداشت: علی علیپور پاس گل داد. |                       |                  |                                  |                                                           |

| ۸ شهریور ۱۳۹۸ هفته دوم               | تراکتور                                | ۱ – ۰ | پرسپولیس               | تبریز                                                       |
| ۱۷:۴۵ ساعت رسمی ایران (یوتی‌سی ۴:۳۰+) | حاج‌صفی ۴۵' '۵۹ · سلیمی '۸۶ · دژاگه '۸۸ | گزارش | نعمتی '۱۹ بیرانوند '۸۶ | ورزشگاه: یادگار امام تماشاگران: ۷۰٬۰۰۰ نفر داور: بیژن حیدری |

| ۲۵ شهریور ۱۳۹۸ هفته سوم         | پرسپولیس                        | ۱–۰              | صنعت نفت | تهران                                                  |
| ۱۹:۴۵ DST (UTC+۴:۳۰)            | خلیل‌زاده '۴۴ · کنعانی‌زادگان ۵۷' | گزارش خلاصه بازی |          | ورزشگاه: آزادی تماشاگران: ۱۲٬۰۰۰ نفر داور: مهدی سیدعلی |
| یادداشت: مهدی ترابی پاس گل داد. |                                 |                  |          |                                                        |

| ۳۱ شهریور ۱۳۹۸ هفته چهارم       | استقلال                                                    | ۰–۱              | پرسپولیس                                                   | تهران                                                     |
| ۱۶:۰۰ DST (UTC+۴:۳۰)            | کریمی '۲۸ '۳۰ '۸۹ · تبریزی '۴۲ · شجاعیان '۷۵ · غلامی '۴+۹۰ | گزارش خلاصه بازی | کنعانی‌زادگان '۴۲ · عبدی ۸۱' · احمدزاده '۳+۹۰ · نعمتی '۴+۹۰ | ورزشگاه: آزادی تماشاگران: ۵۸٬۰۰۰ نفر داور: موعود بنیادی‌فر |
| یادداشت: مهدی ترابی پاس گل داد. |                                                            |                  |                                                            |                                                           |

| ۴ مهر ۱۳۹۸ هفته پنجم                 | پرسپولیس                                                                 | ۰ – ۲ | سپاهان                                                         | تهران                           |
| ۱۶:۱۵ ساعت رسمی ایران (یوتی‌سی ۴:۳۰+) | امیری '۲۰ نعمتی '۳۲ کنعانی‌زادگان '۴۳ بیرانوند '۷۴ رسن '۹۰ خلیل‌زاده '۴+۹۰ | گزارش | کیانی '۴۳ · نورافکن '۵۲ · گولسیانی '۵۴ · استنلی ۸۱' · محبی ۸۵' | ورزشگاه: آزادی داور: وحید کاظمی |

| ۱۲ مهر ۱۳۹۸ هفته ششم                 | پدیده شهرخودرو                                   | ۱ – ۰ | پرسپولیس  | مشهد                               |
| ۱۸:۱۵ ساعت رسمی ایران (یوتی‌سی ۴:۳۰+) | فرجی '۲۲ ۳+۹۰' · صادقی '۶۷ · امین قاسمی نژاد '۷۸ |       | '۳۷ نعمتی | ورزشگاه: امام رضا داور: پیام حیدری |

| ۲۸ مهر ۱۳۹۸ هفته هفتم                                              | پرسپولیس                                | ۲–۱              | پیکان     | تهران                                                    |
| ۱۸:۰۰ DST (UTC+۴:۳۰)                                               | ترابی ۱۹' '۶۲ · نوراللهی ۸۲' · عبدی '۸۳ | گزارش خلاصه بازی | واسعی ۳۶' | ورزشگاه: آزادی تماشاگران: بدون تماشاگر داور: مهدی سیدعلی |
| یادداشت: علی علیپور پاس گل اول و امید عالیشاه پاس گل دوم را دادند. |                                         |                  |           |                                                          |

| ۳ آبان ۱۳۹۸ هفته هشتم                                                                                               | شاهین بوشهر                    | ۰–۵              | پرسپولیس                                                                  | بوشهر                                                      |
| ۱۶:۴۵ DST (UTC+۴:۳۰)                                                                                                | غلامعلی‌تبار '۵۶ · موسی‌زاده '۸۸ | گزارش خلاصه بازی | علیپور ۶'، ۳۸'، ۵۵' · امیری ۲۹' · خلیل‌زاده ۶۷' '۷۹ · احمدزاده '۲+۹۰ '۲+۹۰ | ورزشگاه: شهید مهدوی تماشاگران: ۱۰٬۰۰۰ نفر داور: بیژن حیدری |
| یادداشت: گلهای اول و پنجم با پاس مهدی ترابی، گل سوم با پاس محمد نادری و گل چهارم با پاس امید عالیشاه به ثمر رسیدند. |                                |                  |                                                                           |                                                            |

| ۹ آبان ۱۳۹۸ هفته نهم                 | پرسپولیس                  | ۰ – ۰ | ماشین‌سازی                        | تهران                          |
| ۱۷:۴۵ ساعت رسمی ایران (یوتی‌سی ۴:۳۰+) | خلیل‌زاده '۶۲ · علیپور '۹۰ |       | '۲۴ توکلی '۲۹ نریمان جهان '۷۵ لک | ورزشگاه: آزادی داور: علی صفایی |

| ۱۳ آبان ۱۳۹۸ هفته دهم               | فولاد    | ۰–۱              | پرسپولیس                      | اهواز                                                         |
| ۱۷:۴۵ DST (UTC+۴:۳۰)                | آبشک '۳۷ | گزارش خلاصه بازی | ترابی ۸' (پنالتی) · نادری '۸۴ | ورزشگاه: فولاد آرنا تماشاگران: ۲۵٬۰۰۰ نفر داور: اشکان خورشیدی |
| یادداشت: وحید امیری یک پنالتی گرفت. |          |                  |                               |                                                               |

| ۱ آذر ۱۳۹۸ هفته یازدهم               | پرسپولیس | ۰ – ۱ | نفت مسجدسلیمان  | تهران                           |
| ۱۷:۳۰ ساعت رسمی ایران (یوتی‌سی ۴:۳۰+) |          |       | علیزاده ۷۶' '۸۹ | ورزشگاه: آزادی داور: پیام حیدری |

| ۶ دی ۱۳۹۸ هفته دوازدهم          | پرسپولیس                     | ۱–۰              | نساجی                                     | تهران                                                     |
| ۱۶:۳۰ DST (UTC+۴:۳۰)            | امیری ۳۴' · ریبع‌خواه '۴۰ '۵۸ | گزارش خلاصه بازی | جعفری '۵۳ زامهران '۶۱ میری '۶۸ معصومی '۷۴ | ورزشگاه: آزادی تماشاگران: ۴۰٬۰۰۰ نفر داور: مرتضی منصوریان |
| یادداشت: علی علیپور پاس گل داد. |                              |                  |                                           |                                                           |

| ۱۴ آذر ۱۳۹۸ هفته سیزدهم                                                                         | ذوب‌آهن        | ۰–۳              | پرسپولیس                                            | فولادشهر                                                |
| ۱۷:۳۰ DST (UTC+۴:۳۰)                                                                            | خلعتبری '۲+۹۰ | گزارش خلاصه بازی | ترابی ۱۶' (پنالتی)، ۶۵' · نوراللهی '۴۵ · علیپور ۵۸' | ورزشگاه: فولادشهر تماشاگران: ۵٬۰۰۰ نفر داور: بیژن حیدری |
| یادداشت: علی علیپور یک پنالتی گرفت و وحید امیری پاس گل دوم و احمد نوراللهی پاس گل سوم را دادند. |               |                  |                                                     |                                                         |

| ۱۹ آذر ۱۳۹۸ هفته چهاردهم               | پرسپولیس                          | ۲–۱              | گل‌گهر                                | تهران                              |
| ۱۷:۳۰ DST (UTC+۴:۳۰)                   | ترابی ۵۲' · علیپور ۸۰' · عبدی '۸۸ | گزارش خلاصه بازی | برزای '۸۴ '۴+۹۰ · ابراهیمی ۸۸' '۴+۹۰ | ورزشگاه: آزادی داور: اشکان خورشیدی |
| یادداشت: مهدی ترابی پاس گل دوم را داد. |                                   |                  |                                      |                                    |

| ۲۳ آذر ۱۳۹۸ هفته پانزدهم                                          | سایپا         | ۰–۲              | پرسپولیس                 | شهرقدس                                                         |
| ۱۵:۰۰ DST (UTC+۴:۳۰)                                              | جباری '۳۷ '۸۸ | گزارش خلاصه بازی | امیری ۱۸' · نوراللهی ۸۵' | ورزشگاه: شهدای شهرقدس تماشاگران: ۸٬۲۰۰ نفر داور: امیر عرب‌براقی |
| یادداشت: مهدی شیری پاس گل اول و فرشاد احمدزاده پاس گل دوم را داد. |               |                  |                          |                                                                |

| ۲۸ آذر ۱۳۹۸ هفته شانزدهم        | پارس جنوبی جم   | ۰–۱              | پرسپولیس    | جم                                                    |
| ۱۵:۰۰ DST (UTC+۴:۳۰)            | باتیستا '۲۱ '۸۵ | گزارش خلاصه بازی | ترابی ۵+۹۰' | ورزشگاه: تختی جم تماشاگران: ۶٬۰۰۰ نفر داور: علی صفایی |
| یادداشت: علی علیپور پاس گل داد. |                 |                  |             |                                                       |

| ۶ بهمن ۱۳۹۸ هفته هفدهم                                         | پرسپولیس | ۲–۰              | تراکتور                          | تهران                                |
| ۱۵:۱۵ DST (UTC+۴:۳۰)                                           | ترابی '۸ · علیپور ۹' '۸۳ · خلیل‌زاده '۳۶ · امیری ۵۵' · اوساگونا '۷۰ · بیرانوند '۷۶ · حسینی '۸۳ · کامیابی‌نیا '۹۰ | گزارش خلاصه بازی | تیکدری '۱ مهری '۸۸ خانزاده '۲+۹۰ | ورزشگاه: آزادی داور: محمدرضا اکبریان |
| یادداشت: وحید امیری پاس گل اول و علی علیپور پاس گل دوم را داد. | |                  |                                  |                                      |

| ۱۲ بهمن ۱۳۹۸ هفته هجدهم | صنعت نفت     | ۰–۱              | پرسپولیس                    | آبادان                                                     |
| ۱۵:۰۰ DST (UTC+۴:۳۰)    | مطلق‌زاده '۸۰ | گزارش خلاصه بازی | نوراللهی ۳۲' · خلیل‌زاده '۳۷ | ورزشگاه: تختی آبادان تماشاگران: ۸٬۰۰۰ نفر داور: وحید کاظمی |

| ۱۷ بهمن ۱۳۹۸ هفته نوزدهم             | پرسپولیس | ۲ – ۲ | استقلال | تهران |
| ۱۵:۳۰ ساعت رسمی ایران (یوتی‌سی ۴:۳۰+) | علیپور ۲۹'، '۳۰ · اوساگونا '۵۵ · انصاری '۵۸نادری · کامیابی نیا '۵۸رسن · اوساگونا '۷۱استوکس · رسن ۸۹' · بازیکنان: · بیرانوند، حسینی، کنعانی، انصاری، شیری، کامیابی‌نیا، نوراللهی، ترابی، امیری، اوساگونا، علیپور | گزارش | ۲۴'، ۵۲' مطهری · قائدی '۷۶رضاوند · بازیکنان: · حسینی، طاهرخانی، دانشگر، چشمی، غفوری، میلیچ، ریگی، علی کریمی، باقری، قائدی، مطهری. | ورزشگاه: آزادی داور: بیژن حیدری کمک داوران: سعید علی نژادیان، سعید قاسمی کمک‌داوران خط دروازه: پیام حیدری، رضا عادل داور چهارم: آرمان اسعدی ناظر داوری: رحیم رحیمی مقدم مسئول برگزاری: محمدرضا کسرایی متصدی رسانه: معراج شیرازی هماهنگ‌کننده: حبیب اله شیرازی |

| ۴ اسفند ۱۳۹۸ هفته بیستم | سپاهان | ۰–۳ | پرسپولیس | اصفهان                                                      |
| ۱۶:۱۵ DST (UTC+۴:۳۰) |        |     |          | ورزشگاه: نقش جهان تماشاگران: بدون تماشاگر داور: مهدی سیدعلی |
| یادداشت: این بازی قرار بود در ساعت ۱۶:۱۵ برگزار شود و به همین منظور، تیم پرسپولیس با رعایت زمانبندی وارد ورزشگاه نقش جهان شده بود و تمرین قبل از مسابقه را نیز انجام داد اما از سوی دیگر باشگاه سپاهان که در هتل حضور داشت، هواداران این تیم به دلیل برگزاری بازی بدون تماشاگر (به علت عدم شیوع ویروس کرونا) راه‌های منتهی به هتل را بستند و اجازه خروج نمی‌دادند. با اتلاف وقت سپاهانی‌ها و رعایت نکردن زمان‌بندی، مقرر شد طبق قانون، به مدت ۳۰ دقیقه تیم پرسپولیس برای انجام مسابقه صبر کند. در انتها با ادامه دیرکرد ورود تیم سپاهان به داخل زمین، ناظر بازی، جلال مرادی دستور خروج بازیکنان پرسپولیس و تیم داوری از زمین را صادر کرد. در ادامه هم با توجه به اینکه اتوبوس تیم سپاهان وارد ورزشگاه شده بود اما هیچ اثری از آن‌ها در زمین مسابقه نبود، مسابقه لغو شد. در تاریخ ۸ اسفند، کمیته انضباطی فدراسیون فوتبال نتیجه دیدار لغو شده سپاهان - پرسپولیس را ۳ بر ۰ به سود سرخپوشان پایتخت اعلام کرد. مستند به مواد ۵۱٬۶۲٬۸۶٬۹۱٬۹۶٬۱۱۷ از مقررات انضباطی مصوب سال ۱۳۹۷ ضمن بازنده اعلام شدن تیم سپاهان، این تیم به پرداخت مبلغ یک میلیارد و پانصد میلیون ریال جریمه نقدی محکوم شد. |        |     |          |                                                             |

| ۸ اسفند ۱۳۹۸ هفته بیست و یکم                                                                           | پرسپولیس                                          | ۳–۱              | پدیده شهرخودرو | تهران                                                                            |
| ۱۸:۳۰ DST (UTC+۴:۳۰)                                                                                   | امیری ۹' '۴+۹۰ · رسن ۱۶' · ترابی ۶۴' (پنالتی) '۵۹ | گزارش خلاصه بازی | فرجی ۵۲' '۸۱   | ورزشگاه: آزادی تماشاگران: بدون تماشاگر (به علت شیوع ویروس کرونا) داور: علی صفایی |
| یادداشت: گل اول با پاس مهدی ترابی به ثمر رسید و یک پنالتی گرفت و گل دوم با پاس وحید امیری به ثمر رسید. |                                                   |                  |                |                                                                                  |

| ۸ تیر ۱۳۹۹ هفته بیست و دوم | پیکان               | ۱–۳              | پرسپولیس                                                | شهرقدس                                                                                         |
| ۲۱:۰۰ DST (UTC+۴:۳۰) | مغانلو ۸۸' (پنالتی) | گزارش خلاصه بازی | علیپور ۲۱' · نعمتی '۷۱ · عبدی ۷۶'، ۸۴' · خلیل‌زاده '۱+۹۰ | ورزشگاه: شهدای شهرقدس تماشاگران: بدون تماشاگر (به علت شیوع ویروس کرونا) داور: محمدحسین زاهدی‌فر |
| یادداشت: طبق مصوبهٔ جدید تا زمان از بین رفتن کرونا ویروس، تیم‌ها از ۵ تعویض می‌توانند استفاده کنند. در این بازی سیامک نعمتی پاس گل اول، محمد نادری پاس گل دوم و بشار رسن پاس گل سوم را دادند. |                     |                  |                                                         |                                                                                                |

| ۱۴ تیر ۱۳۹۹ هفته بیست و سوم | پرسپولیس                   | ۱–۰              | شاهین بوشهر                                             | تهران                                                                             |
| ۲۱:۰۰ DST (UTC+۴:۳۰)        | کامیابی‌نیا '۴۳ · ترابی ۶۵' | گزارش خلاصه بازی | دورقی '۲۴ مالکی '۴۱ مشکل‌پور '۴۳ صارمی '۴۵ سلطانی‌مهر '۸۷ | ورزشگاه: آزادی تماشاگران: بدون تماشاگر (به علت شیوع ویروس کرونا) داور: وحید کاظمی |

| ۲۰ تیر ۱۳۹۹ هفته بیست و چهارم       | ماشین‌سازی     | ۰–۱              | پرسپولیس           | تبریز |
| ۲۰:۱۵ DST (UTC+۴:۳۰)                | ثاقبی '۱۵ '۹۰ | گزارش خلاصه بازی | ترابی ۸۳' (پنالتی) | ورزشگاه: بنیان دیزل (شهید سلیمانی) تماشاگران: بدون تماشاگر (به علت شیوع ویروس کرونا) داور: رضا کرمانشاهی |
| یادداشت: علی علیپور یک پنالتی گرفت. |               |                  |                    | |

| ۲۸ تیر ۱۳۹۹ هفته بیست و پنجم    | پرسپولیس      | ۱–۰              | فولاد | تهران                                                                             |
| ۲۱:۰۰ DST (UTC+۴:۳۰)            | نعمتی ۶۸' '۷۰ | گزارش خلاصه بازی |       | ورزشگاه: آزادی تماشاگران: بدون تماشاگر (به علت شیوع ویروس کرونا) داور: بیژن حیدری |
| یادداشت: وحید امیری پاس گل داد. |               |                  |       |                                                                                   |

| ۳ مرداد ۱۳۹۹ هفته بیست و ششم                                     | نفت مسجدسلیمان        | ۱–۲              | پرسپولیس                                   | مسجدسلیمان                                                                              |
| ۲۰:۴۵ DST (UTC+۴:۳۰)                                             | ابراهیمی ۷۱' (پنالتی) | گزارش خلاصه بازی | عبدی '۳۷ ۵۸' · علیپور ۳۹' · کامیابی‌نیا '۵۶ | ورزشگاه: بهنام محمدی تماشاگران: بدون تماشاگر (به علت شیوع ویروس کرونا) داور: بیژن حیدری |
| یادداشت: مهدی شیری پاس گل اول و سیامک نعمتی پاس گل دوم را دادند. |                       |                  |                                            |                                                                                         |

| ۱۱ مرداد ۱۳۹۹ هفته بیست و هفتم | نساجی            | ۱ – ۱ | پرسپولیس            | قائمشهر                                               |
| ساعت رسمی ایران (یوتی‌سی ۳:۳۰+) | روح‌الله باقری ۴' |       | علیپور ۱۹' (پنالتی) | ورزشگاه: شهید وطنی تماشاگران: ۰ (مربوط به کروناویروس) |

| ۱۷ مرداد ۱۳۹۹ هفته بیست و هشتم | پرسپولیس | ۰ – ۱ | ذوب‌آهن            | تهران                                             |
| ساعت رسمی ایران (یوتی‌سی ۳:۳۰+) |          |       | وحید محمدزاده ۲۵' | ورزشگاه: آزادی تماشاگران: ۰ (مربوط به کروناویروس) |

| ۲۵ مرداد ۱۳۹۹ هفته بیست و نهم  | گل‌گهر                           | ۳ – ۳ | پرسپولیس                                         | سیرجان                                                                     |
| ساعت رسمی ایران (یوتی‌سی ۳:۳۰+) | ابراهیمی ۲۱'، ۹۰+۶' · موسوی ۳۹' |       | علیپور ۴۹' · نوراللهی ۷۱' · ترابی ۳+۹۰' (پنالتی) | ورزشگاه: امام علی (ع) تماشاگران: ۰ (مربوط به کروناویروس) داور: مهدی سیدعلی |

| ۳۰ مرداد ۱۳۹۹ هفته سی‌ام                                                             | پرسپولیس                                       | ۳–۰              | سایپا                 | تهران                                                                                  |
| ۲۰:۴۵ DST (UTC+۴:۳۰)                                                                | امیری ۳' · اوساگونا ۴۵' · رسن '۵۶ · علیپور ۹۰' | گزارش خلاصه بازی | آقاخان '۳۱ بارانی '۳۸ | ورزشگاه: آزادی تماشاگران: بدون تماشاگر (به علت شیوع ویروس کرونا) داور: محمدرضا اکبریان |
| یادداشت: گلهای اول و دوم با پاس بشار رسن و گل سوم با پاس سیامک نعمتی به ثمر رسیدند. |                                                |                  |                       |                                                                                        |

### جزئیات بازی‌ها
برد
      مساوی
      باخت
      معوقه
| تاریخ مرحله | میزبان | نتیجه | مهمان | محل برگزاری |

| ۸ مهر ۱۳۹۸ یک‌شانزدهم نهایی                                | ماشین‌سازی      | ۰–۱              | پرسپولیس                                                | تبریز |
| ۱۵:۰۰ ساعت رسمی ایران (یوتی‌سی ۴:۳۰+)                      | مسلمی‌پور '۴+۹۰ | گزارش خلاصه بازی | ربیع‌خواه '۷۰ · علیپور '۸۸ · انصاری '۸+۹۰ · امیری ۱۱+۹۰' | ورزشگاه: بنیان‌دیزل (شهید سلیمانی) تماشاگران: ۲٬۵۰۰ نفر داور: کوپال ناظمی مرد مسابقه: حامد لک (ماشین‌سازی) |
| یادداشت: علی علیپور یک پنالتی گرفت و بشار رسن پاس گل داد. |                |                  |                                                         | |

| ۵ آذر ۱۳۹۸ یک‌هشتم نهایی              | پرسپولیس  | ۱–۰              | صنعت نفت   | تهران                                                                  |
| ۱۶:۱۵ ساعت رسمی ایران (یوتی‌سی ۴:۳۰+) | ترابی ۵۴' | گزارش خلاصه بازی | آل‌کثیر '۱۹ | ورزشگاه: آزادی داور: محمدرضا اکبریان مرد مسابقه: مهدی ترابی (پرسپولیس) |
| یادداشت: محسن ربیع‌خواه پاس گل داد.   |           |                  |            |                                                                        |

| ۲ دی ۱۳۹۸ یک‌چهارم نهایی | پرسپولیس  | ۲–۰              | شهرداری ماهشهر                                           | آبادان                                                                                           |
| ۱۵:۰۰ ساعت رسمی ایران (یوتی‌سی ۴:۳۰+) | عسکری '۶۷ | گزارش خلاصه بازی | نادری '۲۸ · علیپور ۵۹'، ۷۲' · احمدزاده '۷۲ · امیری '۱+۹۰ | ورزشگاه: تختی آبادان تماشاگران: ۶٬۶۰۰ نفر داور: موعود بنیادی‌فر مرد مسابقه: علی علیپور (پرسپولیس) |
| یادداشت: در دقیقه ۸۹ بازی، تماشاگران تیم شهرداری بندر ماهشهر اقدام به پرتاب سنگ به سمت زمین مسابقه و کمک داور انجام دادند که بازی متوقف شد و بازیکنان پرسپولیس به رختکن رفتند. پس از چند دقیقه بازی از سر گرفته شد و پرسپولیس با نتیجه نهایی ۲–۰ پیروز مسابقه از زمین بیرون آمد. در این بازی مهدی ترابی پاس گل اول و وحید امیری پاس گل دوم را دادند. |           |                  |                                                          |                                                                                                  |

| ۵ شهریور ۱۳۹۹ نیمه‌نهایی              | پرسپولیس                                                      | ۲ – ۲ (و.ا.) (۱ – ۴ پنالتی)     | استقلال                              | تهران                                                              |
| ۱۶:۱۵ ساعت رسمی ایران (یوتی‌سی ۴:۳۰+) | نعمتی '۱+۴۵ · رسن ۴۹' علیپور ۸۸' · خلیل‌زاده '۱۱۷ · ترابی '۱۲۰ |                                 | قایدی ۴' · دانشگر ۳+۹۰' · غلامی '۱۱۷ | ورزشگاه: آزادی تماشاگران: ۰ (مربوط به کروناویروس) داور: پیام حیدری |
|                                      | ضربات پنالتی                                                  |                                 |                                      |                                                                    |
| نوراللهی · عالیشاه · اوساگونا        |                                                               | دیاباته · غفوری · میلیچ · مطهری |                                      |                                                                    |

### لیگ قهرمانان آسیا
برد
      مساوی
      باخت

#### گروه C
| تیم      | بازی | برد | مساوی | باخت | گل‌زده | گل‌خورده | تفاضل‌گل | امتیاز |
| -------- | ---- | --- | ----- | ---- | ----- | ------- | ------- | ------ |
| پرسپولیس | ۶    | ۳   | ۱     | ۲    | ۸     | ۵       | ۳+      | ۱۰     |
| التعاون  | ۶    | ۳   | ۰     | ۳    | ۴     | ۸       | ۴-      | ۹      |
| الدحیل   | ۶    | ۳   | ۰     | ۳    | ۷     | ۸       | ۱–      | ۹      |
| الشارجه  | ۶    | ۲   | ۱     | ۳    | ۱۳    | ۱۱      | ۲+      | ۷      |

| پرسپولیس | التعاون | الدحیل | الشارجه |
| -------- | ------- | ------ | ------- |
| —        | ۱–۰     | ۰–۱    | ۴–۰     |
| ۰–۱      | —       | ۲–۰    | ۰–۶     |
| ۱–۰      | ۰–۱     | —      | ۲–۱     |
| ۲–۲      | ۰–۱     | ۴–۲    | —       |

#### بازی‌های دور گروهی
| ۲۲ بهمن ۱۳۹۸ هفته اول                | الدحیل                                                     | ۲–۰              | پرسپولیس | دوحه، قطر                                                                                             |
| ۱۸:۴۵ ساعت رسمی ایران (یوتی‌سی ۴:۳۰+) | مانژوکیچ ۵'، '۸۲ · جونیور ۱۳' · مادیبو '۴۴ · احمد یاسر '۷۲ | گزارش خلاصه بازی |          | ورزشگاه: عبدالله بن خلیفه تماشاگران: ۳٬۷۸۰ نفر داور: عزیز عظیموف مرد مسابقه: ادمیلسون جونیور (الدحیل) |

| ۲۹ بهمن ۱۳۹۸ هفته دوم                | الشارجه                                    | ۲–۲              | پرسپولیس        | شارجه، امارات                                                                          |
| ۱۹:۰۵ ساعت رسمی ایران (یوتی‌سی ۴:۳۰+) | خلفان ۲۶' · مندز ۴۶' · صالح '۶۲ · سرور '۷۶ | گزارش خلاصه بازی | علیپور ۱۰'، ۲۷' | ورزشگاه: الشارجه تماشاگران: ۵٬۲۰۰ نفر داور: کریس بیس مرد مسابقه: علی علیپور (پرسپولیس) |

### جام شهدا
جام شهدا امسال بین تیم‌های پرسپولیس، سایپا، شاهین بوشهر و نیروی زمینی برگزار شد.
| ۳۰ | پرسپولیس | ۰ – ۲ | سایپا                               | تهران        |
|    |          |       | سلیمانی ۱۳' نوراللهی ۶۷' (گل‌به‌خودی) | تماشاگران: ۰ |

| ۸                                                | پرسپولیس                                      | ۴ – ۰ | نیروی زمینی | تهران        |
|                                                  | احمدزاده ۲۴' علیپور ۵۳' ترابی ۵۸' روستایی ۸۵' |       |             | تماشاگران: ۰ |
| یادداشت: پرسپولیس مقام سوم این جام را به‌دست‌آورد. |                                               |       |             |              |

## آمار

### گلزنان
| ۱                        | ۷۰    | ایران  | FW    | علی علیپور            | ۱۲ | ۳ | ۲ | ۱۷ |
| ۲                        | ۹     | ایران  | FW    | مهدی ترابی            | ۱۱ | ۱ | ۰ | ۱۱ |
| ۳                        | ۱۹    | ایران  | MF    | وحید امیری            | ۶  | ۱ | ۰ | ۷  |
| ۴                        | ۸     | ایران  | MF    | مهدی عبدی             | ۴  | ۰ | ۰ | ۴  |
| ۴                        | ۱۶    | ایران  | FW    | احمد نوراللهی         | ۴  | ۰ | ۰ | ۴  |
| ۶                        | ۵     | عراق   | FW    | بشار رسن              | ۲  | ۱ | ۱ | ۴  |
| ۷                        | ۶     | ایران  | CB    | محمدحسین کنعانی‌زادگان | ۱  | ۰ | ۰ | ۱  |
| ۷                        | ۳     | ایران  | DF    | شجاع خلیل‌زاده         | ۱  | ۰ | ۱ | ۲  |
| ۹                        | ۸۸    | ایران  | AM    | سیامک نعمتی           | ۱  | ۰ | ۰ | ۱  |
| ۱۰                       | ۹۹    | نیجریه | FW    | کریستین اوساگونا      | ۱  | ۰ | ۰ | ۱  |
| مجموع                    | مجموع | مجموع  | مجموع | مجموع                 | ۴۳ | ۴ | ۲ | ۴۴ |
| بروزرسانی: ۱۳ مرداد ۱۳۹۹ |       |        |       |                       |    |   |   |    |

### پاسورها
| ۱                     | ۹     | ایران  | FW    | مهدی ترابی       | ۶  | ۱ | ۲ | ۹  |
| ۱                     | ۷۰    | ایران  | FW    | علی علیپور       | ۵  | ۱ | ۰ | ۶  |
| ۲                     | ۱۹    | ایران  | MF    | وحید امیری       | ۴  | ۱ | ۰ | ۵  |
| ۳                     | ۲     | ایران  | MF    | امید عالیشاه     | ۲  | ۰ | ۰ | ۲  |
| ۳                     | ۲۸    | ایران  | LB    | محمد نادری       | ۲  | ۰ | ۰ | ۲  |
| ۳                     | ۵     | عراق   | FW    | بشار رسن         | ۱  | ۱ | ۰ | ۲  |
| ۴                     | ۹۹    | نیجریه | FW    | کریستین اوساگونا | ۱  | ۰ | ۰ | ۱  |
| ۴                     | ۸۸    | ایران  | MF    | سیامک نعمتی      | ۲  | ۰ | ۰ | ۲  |
| ۴                     | ۱۸    | ایران  | DM    | محسن ربیع خواه   | ۰  | ۱ | ۰ | ۱  |
| ۴                     | ۸     | ایران  | MF    | احمد نوراللهی    | ۱  | ۰ | ۰ | ۱  |
| ۴                     | ۱۷    | ایران  | MF    | مهدی شیری        | ۲  | ۰ | ۰ | ۲  |
| ۴                     | ۱۱    | ایران  | LM    | کمال کامیابی‌نیا  | ۰  | ۱ | ۰ | ۰  |
| ۴                     | ۱۰    | ایران  | MF    | فرشاد احمدزاده   | ۱  | ۰ | ۰ | ۱  |
| مجموع                 | مجموع | مجموع  | مجموع | مجموع            | ۲۳ | ۴ | ۲ | ۲۹ |
| بروزرسانی: ۸ تیر ۱۳۹۹ |       |        |       |                  |    |   |   |    |

### هتریک‌ها
| رتبه                   | بازیکن     | مقابل       | نتیجه | تاریخ       | رقابت    | منبع |
| ---------------------- | ---------- | ----------- | ----- | ----------- | -------- | ---- |
| ۱                      | علی علیپور | شاهین بوشهر | ۰–۵   | ۳ آبان ۱۳۹۸ | لیگ برتر |      |
| بروزرسانی: ۳ آبان ۱۳۹۸ |            |             |       |             |          |      |

### دروازه‌بانی
|                       |       |        |                  | لیگ | لیگ | لیگ | حذفی | حذفی | حذفی | آسیا | آسیا | آسیا | مجموع | مجموع | مجموع |
| رتبه                  | ش.    | م.     | نام              | م   | گ‌خ  | ک‌ش  | م    | گ‌خ   | ک‌ش   | م    | گ‌خ   | ک‌ش   | م     | گ‌خ    | ک‌ش    |
| --------------------- | ----- | ------ | ---------------- | --- | --- | --- | ---- | ---- | ---- | ---- | ---- | ---- | ----- | ----- | ----- |
| ۱                     | ۱     | ایران  | علیرضا بیرانوند  | ۱۴  | ۱۰  | ۶   | ۲    | ۰    | ۲    | ۲    | ۴    | ۰    | ۱۸    | ۱۴‍    | ۸     |
| ۲                     | ۴۴    | کرواسی | بوژیدار رادوشویچ | ۱۴  | ۷   | ۱۰  | ۲    | ۲    | ۱    | ۰    | ۰    | ۰    | ۱۵    | ۷     | ۱۱    |
| ۳                     | ۶۳    | ایران  | امیرحسین بیات    | ۰   | ۰   | ۰   | ۰    | ۰    | ۰    | ۰    | ۰    | ۰    | ۰     | ۰     | ۰     |
| مجموع                 | مجموع | مجموع  | مجموع            | ۲۸  | ۱۷  | ۱۶  | ۳    | ۰    | ۳    | ۲    | ۴    | ۰    | ۳۳    | ۲۱    | ۱۹    |
| بروزرسانی: ۸ تیر ۱۳۹۹ |       |        |                  |     |     |     |      |      |      |      |      |      |       |       |       |

### کارت‌ها
|                       |       |        |                       | لیگ | لیگ | لیگ | حذفی | حذفی | حذفی | آسیا | آسیا | آسیا | مجموع | مجموع | مجموع |
| ش.                    | پ.    | م.     | نام                   |     |     |     |      |      |      |      |      |      |       |       |       |
| --------------------- | ----- | ------ | --------------------- | --- | --- | --- | ---- | ---- | ---- | ---- | ---- | ---- | ----- | ----- | ----- |
| ۱                     | GK    | ایران  | علیرضا بیرانوند       | ۳   | ۰   | ۰   | ۰    | ۰    | ۰    | ۰    | ۰    | ۰    | ۳     | ۰     | ۰     |
| ۳                     | DF    | ایران  | شجاع خلیل‌زاده         | ۸   | ۰   | ۰   | ۰    | ۰    | ۰    | ۰    | ۰    | ۰    | ۸     | ۰     | ۰     |
| ۴                     | DF    | ایران  | سید جلال حسینی        | ۲   | ۰   | ۰   | ۰    | ۰    | ۰    | ۰    | ۰    | ۰    | ۲     | ۰     | ۰     |
| ۵                     | MF    | عراق   | بشار رسن              | ۱   | ۰   | ۰   | ۰    | ۰    | ۰    | ۰    | ۰    | ۰    | ۱     | ۰     | ۰     |
| ۶                     | DF    | ایران  | محمدحسین کنعانی‌زادگان | ۲   | ۰   | ۰   | ۰    | ۰    | ۰    | ۰    | ۰    | ۰    | ۲     | ۰     | ۰     |
| ۸                     | MF    | ایران  | احمد نوراللهی         | ۱   | ۰   | ۰   | ۰    | ۰    | ۰    | ۰    | ۰    | ۰    | ۱     | ۰     | ۰     |
| ۹                     | FW    | ایران  | مهدی ترابی            | ۴   | ۰   | ۰   | ۰    | ۰    | ۰    | ۰    | ۰    | ۰    | ۴     | ۰     | ۰     |
| ۱۰                    | MF    | ایران  | فرشاد احمدزاده        | ۱   | ۱   | ۰   | ۱    | ۰    | ۰    | ۰    | ۰    | ۰    | ۲     | ۱     | ۰     |
| ۱۱                    | MF    | ایران  | کمال کامیابی نیا      | ۱   | ۰   | ۰   | ۰    | ۰    | ۰    | ۰    | ۰    | ۰    | ۱     | ۰     | ۰     |
| ۱۵                    | DF    | ایران  | محمد انصاری           | ۱   | ۰   | ۰   | ۱    | ۰    | ۰    | ۰    | ۰    | ۰    | ۲     | ۰     | ۰     |
| ۱۶                    | FW    | ایران  | مهدی عبدی             | ۱   | ۰   | ۱   | ۰    | ۰    | ۰    | ۰    | ۰    | ۰    | ۱     | ۰     | ۱     |
| ۱۷                    | DF    | ایران  | مهدی شیری             | ۱   | ۰   | ۰   | ۰    | ۰    | ۰    | ۰    | ۰    | ۰    | ۱     | ۰     | ۰     |
| ۱۸                    | DF    | ایران  | محسن ربیع خواه        | ۰   | ۱   | ۰   | ۱    | ۰    | ۰    | ۰    | ۰    | ۰    | ۱     | ۱     | ۰     |
| ۱۹                    | MF    | ایران  | وحید امیری            | ۲   | ۰   | ۰   | ۱    | ۰    | ۰    | ۰    | ۰    | ۰    | ۳     | ۰     | ۰     |
| ۲۸                    | DF    | ایران  | محمد نادری            | ۱   | ۰   | ۰   | ۱    | ۰    | ۰    | ۰    | ۰    | ۰    | ۲     | ۰     | ۰     |
| ۷۰                    | FW    | ایران  | علی علیپور            | ۲   | ۰   | ۰   | ۰    | ۰    | ۰    | ۰    | ۰    | ۰    | ۲     | ۰     | ۰     |
| ۸۸                    | MF    | ایران  | سیامک نعمتی           | ۵   | ۰   | ۰   | ۰    | ۰    | ۰    | ۰    | ۰    | ۰    | ۵     | ۰     | ۰     |
| ۹۹                    | FW    | نیجریه | کریستین اوساگونا      | ۲   | ۰   | ۰   | ۰    | ۰    | ۰    | ۰    | ۰    | ۰    | ۲     | ۰     | ۰     |
| مجموع                 | مجموع | مجموع  | مجموع                 | ۳۷  | ۲   | ۱   | ۵    | ۰    | ۰    | ۰    | ۰    | ۰    | ۴۲    | ۲     | ۱     |
| بروزرسانی: ۸ تیر ۱۳۹۹ |       |        |                       |     |     |     |      |      |      |      |      |      |       |       |       |

## لباس
تامین کننده:  آل‌اشپورت 

| کیت نیم فصل دوم            |          |
| -------------------------- | -------- |
| \| لباس اول \| لباس دوم \| |          |
| لباس اول                   | لباس دوم |

| لباس اول | لباس دوم |

| \| \| لباس اول \| \| لباس دوم \| |          |  |          |
|                                  | لباس اول |  | لباس دوم |

|  | لباس اول |  | لباس دوم |